# Chauvigné
Chauvigné (bret. Kelvinieg) – miejscowość i gmina we Francji, w regionie Bretania, w departamencie Ille-et-Vilaine.
Według danych na rok 1990 gminę zamieszkiwało 566 osób, a gęstość zaludnienia wynosiła 32 osoby/km² (wśród 1269 gmin Bretanii Chauvigné plasuje się na 796. miejscu pod względem liczby ludności, natomiast pod względem powierzchni na miejscu 571.).